# Giovanni Maria Mosca

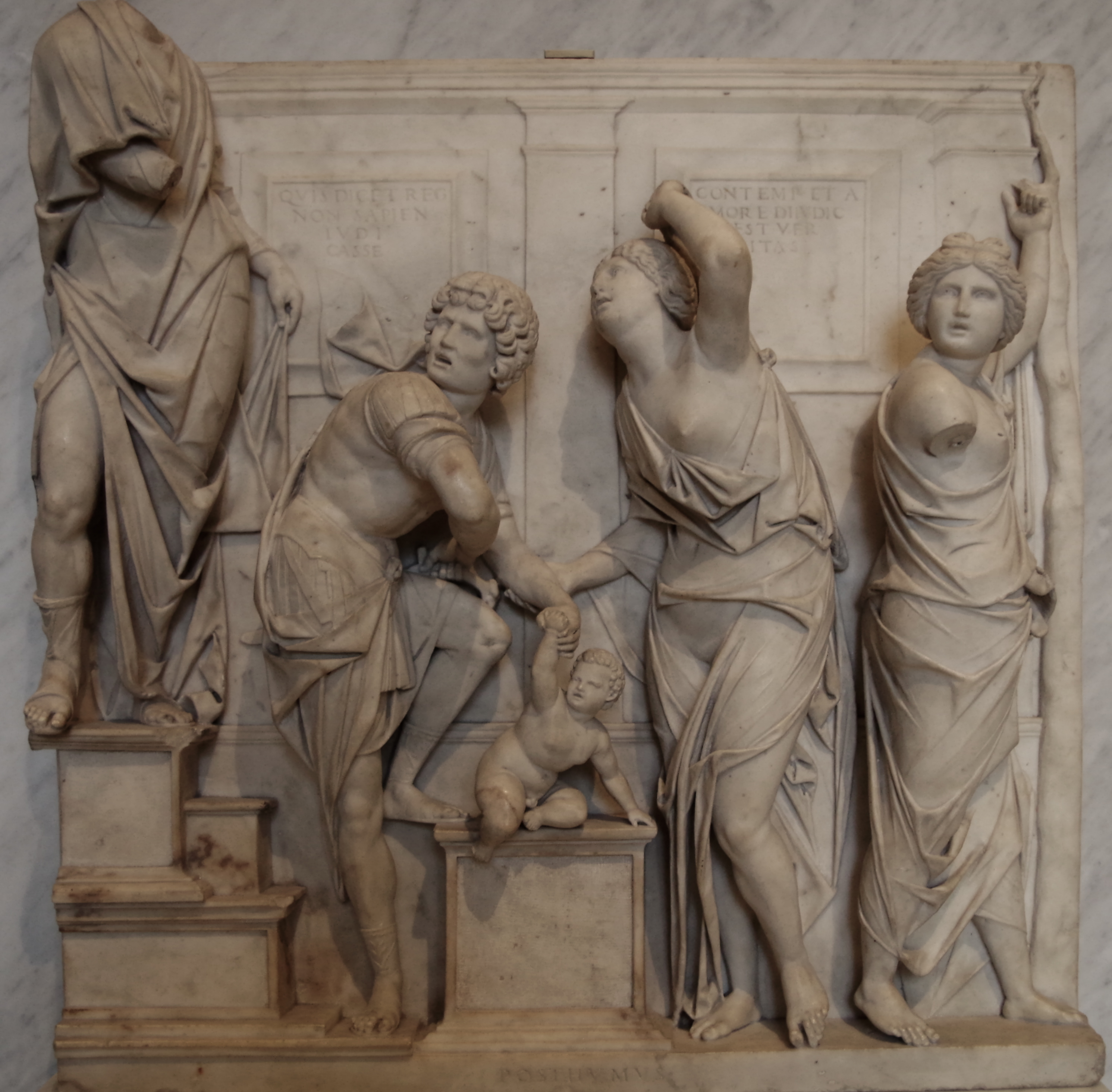
El juicio de Salomón, Museo del Louvre, París.

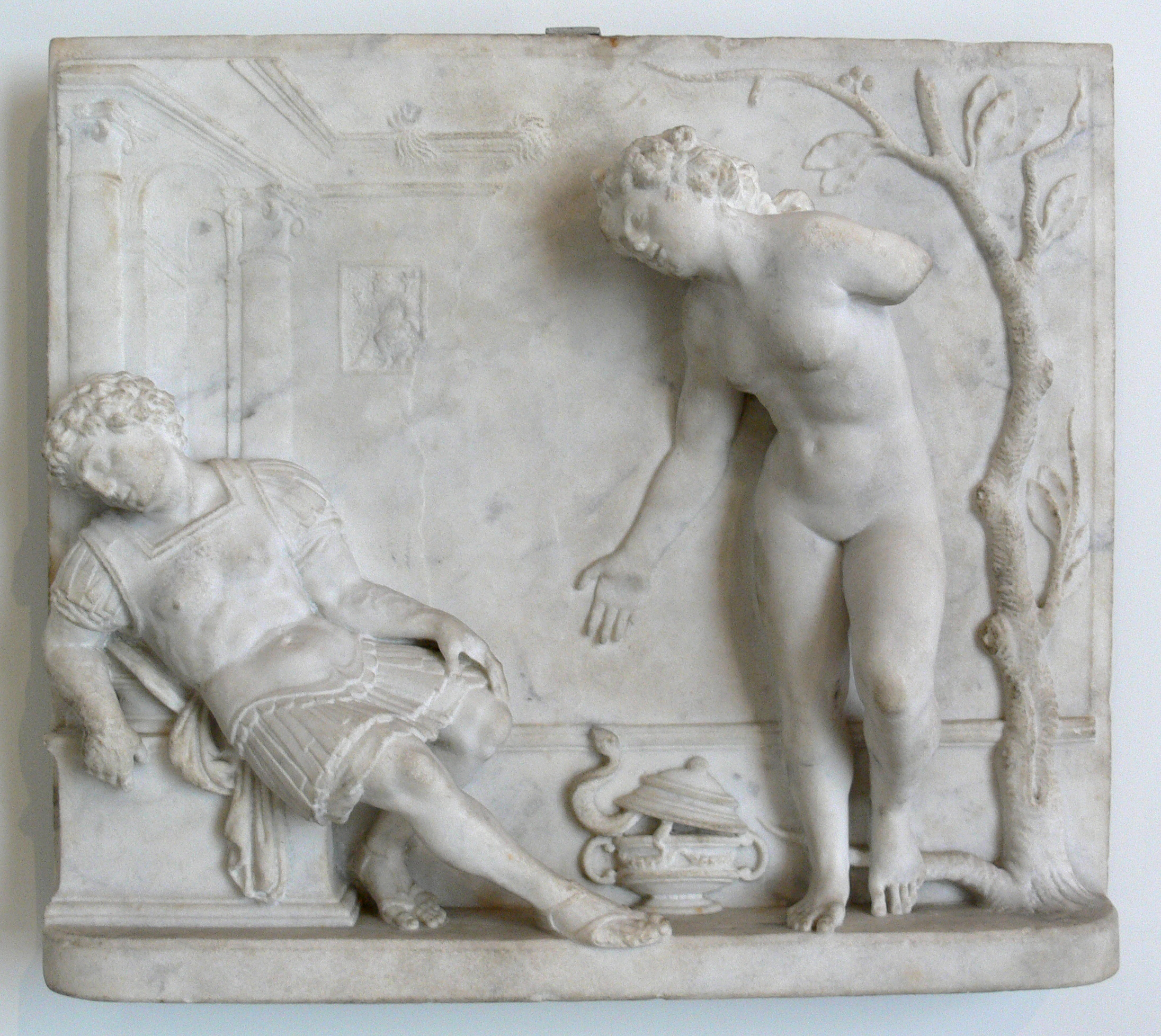
Antonio y Cleopatra, Bode-Museum, Berlín.

Giovanni Maria Mosca, de sobrenombre il Mosca,  también llamado Zuan Padovano y Giovanni Patavino (Padua, 1493 - Polonia, después de 1573) fue un arquitecto, escultor y medallista italiano de época manierista.
Las primeras noticias de su actividad son de 1507, cuando comenzó un aprendizaje de seis años con el escultor paduano Giovanni d'Antonio Minello de' Bardi y después con el escultor Bartolomeo Mantello. Continuó su formación artística en el círculo paduano de los hermanos Tullio y Antonio Lombardo, hijos del famoso arquitecto y escultor Pietro Lombardo.
Su primera obra documentada es una Decapitación de San Juan Bautista (1516), que se encuentra en la catedral de Padua. Estuvo activo en el Véneto, donde realizó importantes obras en Padua y Venecia. Llegó a Dresde hacia 1530, llamado a la corte de Segismundo I de Polonia, para el cual realizó diversas medallas y el pórtico de la capilla del palacio de Dresde. Posteriormente trabajó en Bohemia y Polonia.
La ciudad de Padua le ha dedicado una calle.

## Obra

### En Italia
- La Vergine della Carità - 1522
- Decapitazione di San Giovanni Battista - 1516 bajorrelieve en bronce - Catedral de Padua
- Giudizio di Salomone - relieve en mármol - Louvre, París
- Monumento di Giambattista Bonzio – 1525 - basilica di San Giovanni e Paolo, Venecia
- Tomba di Alvise Trevisano - 1530 c. - basilica di San Giovanni e Paolo, Venecia
- Puttino  - chiesa di Sant’Agnese, ya no existente
- Miracolo di Sant’Antonio – cappella dell’Arca en la Basilica del Santo, Padua
- Marte (già ritenuto di Antonio Lombardo) - Galleria, Museo e Medagliere Estense, Módena

Bajorrelieves de la Serie delle Virtù umane ("serie de las virtudes humanas"):
- Muzio Scevola  - Scottish National Gallery
- Muzio Scevola - Bargello, Florencia
- Antonio e Cleopatra  - Bode-Museum, Berlín
- Morte di Cleopatra – Musée de beaux-arts, Rennes
- Lucrezia - Bode-Museum, Berlín
- Il suicidio di Porzia - Ca' d'Oro, Venecia

### Fuera de Italia
- Portada de la capilla del palacio de Dresde
- Venus, Londres